# Deus Ex
Deus Ex est une série de jeux vidéo de tir à la première personne proposant des éléments de gameplay issus du jeu vidéo de rôle et du jeu d'infiltration. Elle comprend cinq épisodes : Deus Ex, Deus Ex: Invisible War, Deus Ex: Human Revolution, Deus Ex: The Fall et Deus Ex: Mankind Divided. Les deux premiers jeux ont été développés par Ion Storm, les trois suivants l'ont été par Eidos Montréal.
La série se déroule au XXIe siècle, elle se focalise sur le conflit entre factions secrètes qui souhaitent contrôler le monde par procuration, et dépeint les effets des technologies liées au transhumanisme dans un futur dystopique à l'ambiance cyberpunk.

## Jeux de la série
| 2000 | Deus Ex          |
| 2001 |                  |
| 2002 |                  |
| 2003 | Invisible War    |
| 2004 |                  |
| 2005 |                  |
| 2006 |                  |
| 2007 |                  |
| 2008 |                  |
| 2009 |                  |
| 2010 |                  |
| 2011 | Human Revolution |
| 2012 |                  |
| 2013 | The Fall         |
| 2014 |                  |
| 2015 |                  |
| 2016 | Mankind Divided  |
| 2016 | Deus Ex Go       |

| Titre            | Lieu du scénario                                              | Personnage principal | Année du déroulement du jeu | Développeur    | Plateformes                          | Date initiale de commercialisation | Note |
| ---------------- | ------------------------------------------------------------- | -------------------- | --------------------------- | -------------- | ------------------------------------ | ---------------------------------- | --- |
| Deus Ex          | Liberty Island, New York, Paris, Hong Kong, Oregon, Zone 51   | JC Denton            | 2052                        | Ion Storm      | Windows Mac PlayStation 2            | 22 juin 2000                       | Portage sur PS2 qui a comme nom Deus Ex: The Conspiracy. |
| Invisible War    | Chicago*, Seattle, Le Caire, Trèves, Arctique, Liberty Island | Alex(e) Denton       | 2072                        | Ion Storm      | Windows Xbox                         | 2 décembre 2003                    | C'est le seul jeu de la série ou le joueur a le choix sur le sexe du protagoniste principal une femme ou un homme ce qui peut légèrement changer le scénario.* Chicago est seulement présent pour la cinématique d'introduction. |
| Human Revolution | Détroit, Hengsha, Montréal, Singapour, Arctique               | Adam Jensen          | 2027                        | Eidos Montréal | Windows Xbox 360 PlayStation 3 Wii U | 23 août 2011                       | L'histoire se déroule en 2027, vingt-cinq ans avant les faits présentés dans Deus Ex, le joueur y incarne Adam Jensen, chef de la sécurité chez Sarif Industries. |
| The Fall         | Costa Rica, Moscou, Panama City                               | Ben Saxon            | 2027                        | N-Fusion       | iOS Android Windows                  | 11 juillet 2013                    | Préquelle de Deus Ex: Human Revolution, le joueur y incarne Ben Saxon, un ex-membre des Tyrants, devenu un mercenaire augmenté, à la recherche de l'ancien agent fédéral Anna Keslo, soutenus par Janus, leader d'un groupe de hackers activistes : Juggernaut Collective.                                                                                         |
| Mankind Divided  | Dubaï, Prague, Alpes, Londres, Rabi`ah                        | Adam Jensen          | 2029                        | Eidos Montréal | Windows Xbox One PlayStation 4       | 23 août 2016                       | Suite de Deus Ex: Human Revolution. Il se déroule en 2029, soit deux ans après les événements dépeints dans le troisième opus et propose à nouveau d'incarner Adam Jensen qui va cette fois-ci devoir assumer les conséquences de ses choix. Spin-off : Deus Ex: Breach un mode pour Deus Ex: Mankind Divided Deus Ex GO jeux mobile de réflexion avec Adam Jensen |